# Olibrus bisignatus
Olibrus bisignatus is een keversoort uit de familie glanzende bloemkevers (Phalacridae). De wetenschappelijke naam van de soort werd in 1849 gepubliceerd door Édouard Ménétries.